# عصمة بابوية

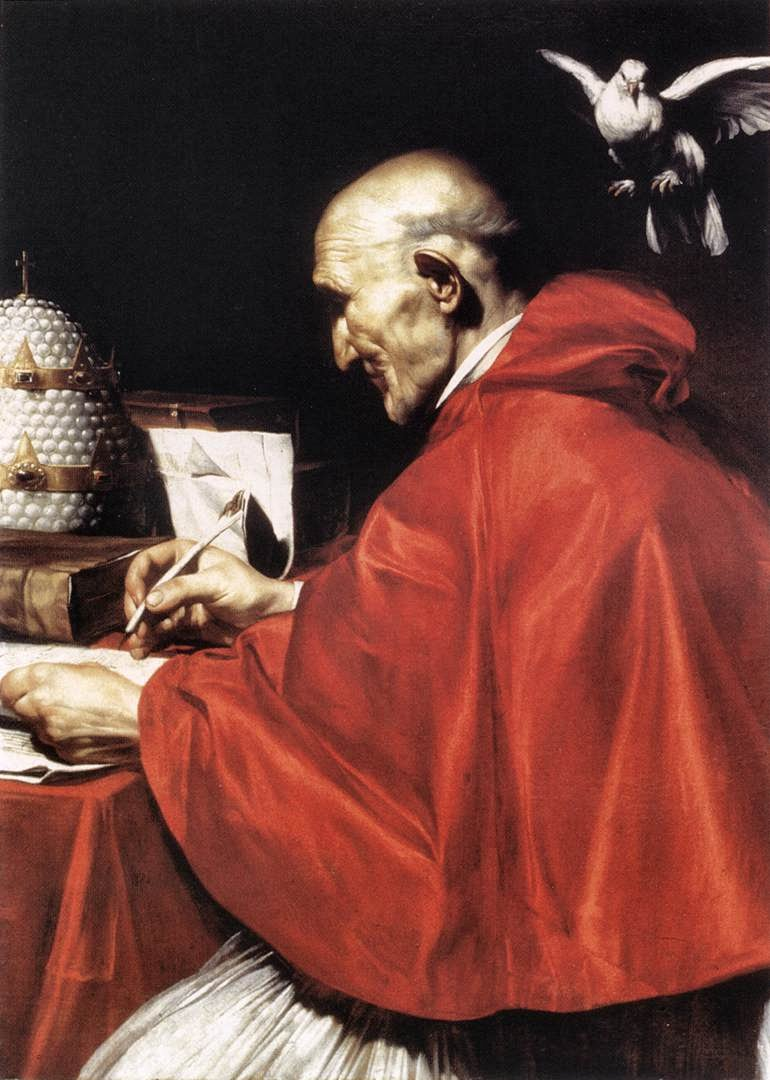
الروح القدس يحل على البابا غريغوريوس الأول. لوحة للفنان الإيطالي كارلو ساراسيني 1610

العصمة البابوية هي عقيدة كاثوليكية تم إقرارها في المجمع الفاتيكاني الأول عام 1870 في زمن حبرية البابا بيوس التاسع. تقر هذه العقيدة بأن البابا له سلطة شرعية على الكنيسة الكاثوليكية كلها، لذلك وتحت شروط محددة فهو منزه عن الخطأ من قبل الله في مايخص قضايا تعليم الإيمان والأخلاقيات التي أرادها الله للكنيسة.

## إقرار العقيدة

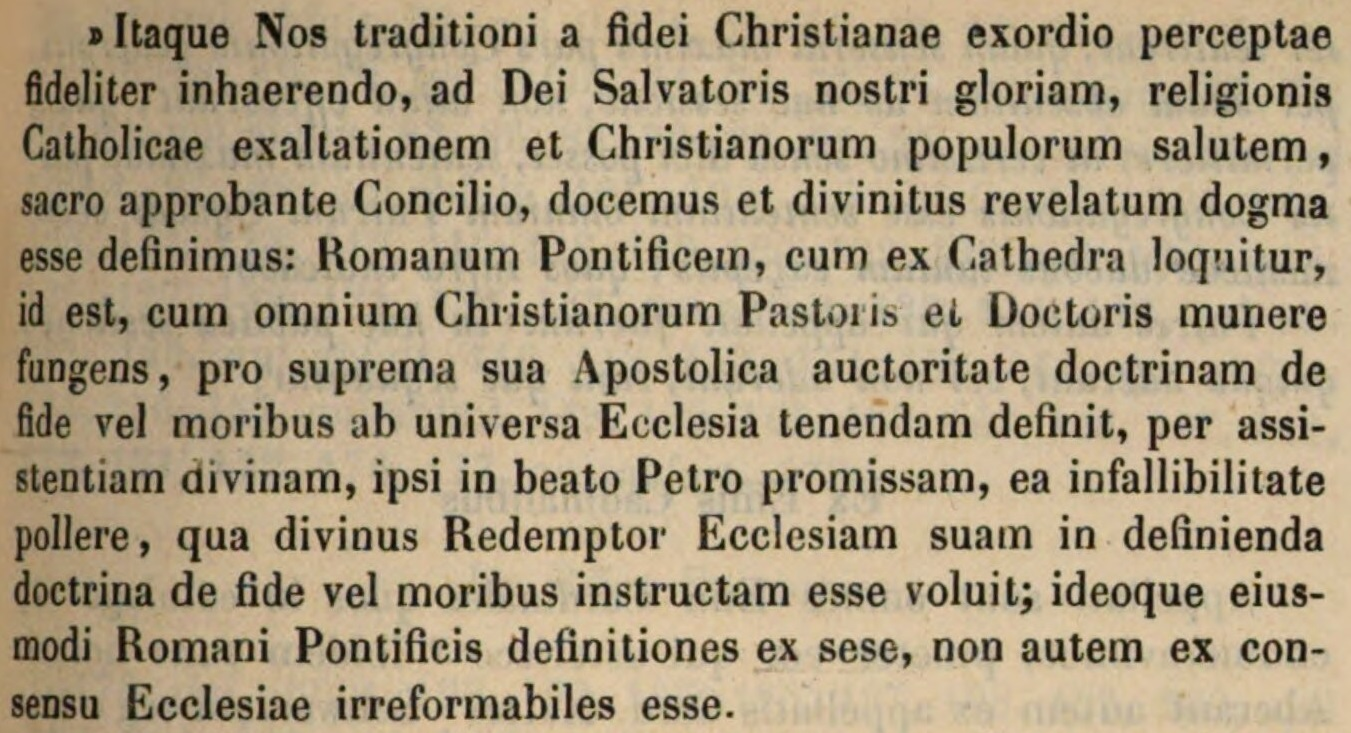
المجمع الفاتيكاني الأول تعريف عقائدي لعصمة الحبر الروماني

كان تعريف العصمة البابوية محل نقاش ساخن في المجمع الفاتيكاني الأول على الرغم من أن معارضي هذه الفكرة الذين شاركوا في المجمع لم تبلغ نسبتهم أكثر من خمس الحاضرين. اعتقد البعض حينها أن التعريف المعطى لهذه العقيدة غير مناسب، خصوصاً في ظل ظروف التوتر الديني والسياسي التي كانت تعيشه أوروبا في تلك الفترة، بينما ذهب آخرون لرفض الأمر برمته مستندين على شكوك تاريخية ولاهوتية تمس العقيدة نفسها.
تغيب بعض المعارضون عمداً عن الفصل الثامن عشر للمجمع، والذي تم خلاله التصويت النهائي على العقيدة حيث سجل 451 صوت لصالحها و88 ضدها، و62 صوت لصالحها مع شرط تبني بعض التعديلات عليها. وأخيراُ قبل أساقفة الكنيسة قرار المجمع، ولكن مجموعة من الكاثوليك في ألمانيا والمناطق المجاورة لها وكتعبير عن احتجاجهم عزلوا أنفسهم عن الكنيسة الكاثوليكية وشكلوا الكنيسة الكاثوليكية القديمة، وكان ملهمهم في ذلك المؤرخ الكنسي الذائع الصيت إغناز فون دولينغير الذي كان قد حرم بسبب رفضه دستور Pastor Aeternus الصادر عن المجمع الفاتيكاني الأول.

## مواضيع ذات صلة
- المجمع الفاتيكاني الأول
- هانس كونج

## وصلات خارجية
- Catholic Encyclopedia - Infallibility